# Frösön
Frösön ist die größte Insel im See Storsjön in der schwedischen Provinz Jämtlands län.

## Geographie
Die höchste Erhebung Frösöns ist der Östberget mit einer Höhe von 468 m ü. NN und 176 m über dem Storsjön. Im Südosten der Insel liegt der See Ändsjön.

## Geschichte

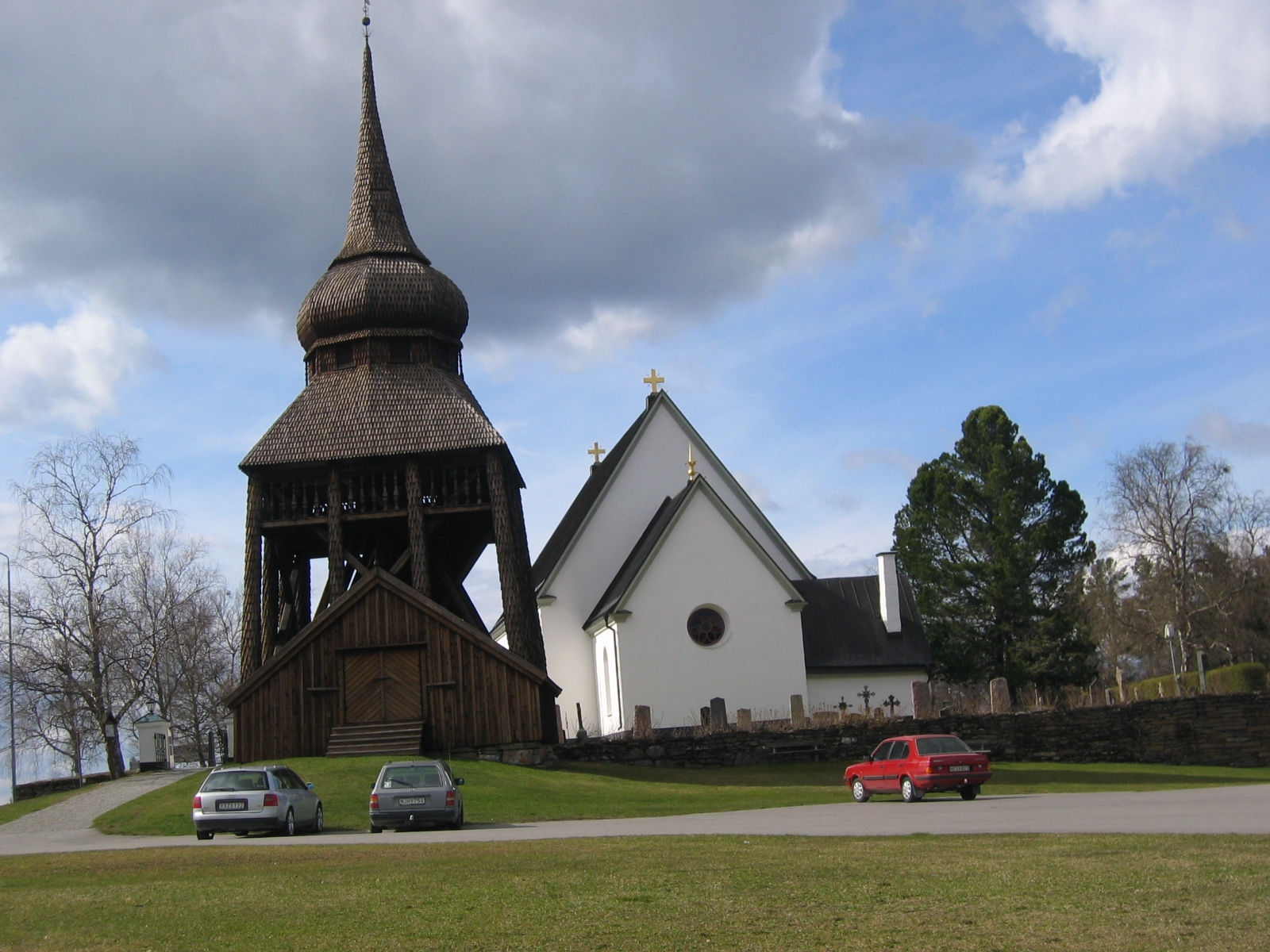
Frösö Kyrka

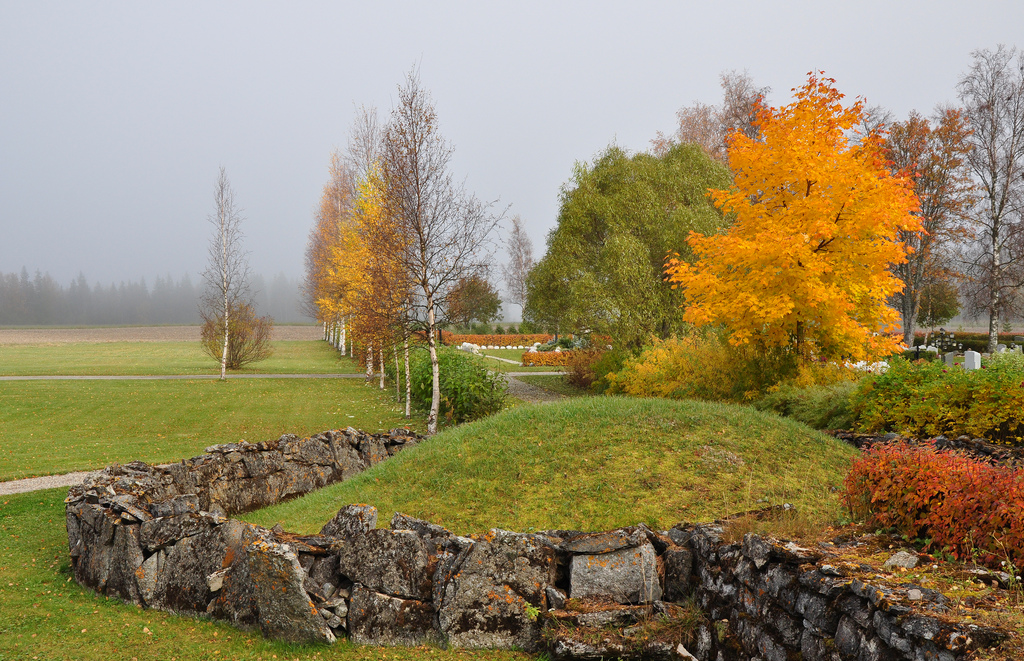
Grabhügel bei der Frösö Kyrka

Der auf der Insel gelegene Ort Frösön gehört heute zur benachbarten Stadt Östersund, hatte aber noch bis 1970 den Status eines köping, eines eigenständigen Marktfleckens. Fast ein Jahrtausend lang war die Insel Mittelpunkt von Jämtland, ein Zentrum des Handels und Verkehrsknotenpunkt. Erst 1879, als die Eisenbahn die Stadt erreichte, übernahm Östersund diese Rolle.
Die Insel war seit dem 10. Jahrhundert Ort des „Jamtamot“, ein Ting mit eigenen Gesetzen. Auf Frösön steht der „Frösöstein“  (Frösöstenen) aus dem 11. Jahrhundert, Schwedens nördlichster Runenstein und der einzige in Jämtland. Er berichtet unter anderem von der Christianisierung der Region zu dieser Zeit, aus der auch die Vorgängerkirche der heutigen Kirche von Frösön (Frösö kyrka) stammte.
In der Nähe der Kirche liegt die ehemalige Trivialskola, die seit 1679 bestand und lange Schwedens einzige Landschule war. 1847 wurde sie nach Östersund verlegt.

## Namensherkunft
Frösön ist nach der Fruchtbarkeitsgottheit Frö benannt, und damit einer von vielen Orten rund um den Storsjön, deren Bezeichnungen der nordischen Mythologie entstammen.

## Verkehr

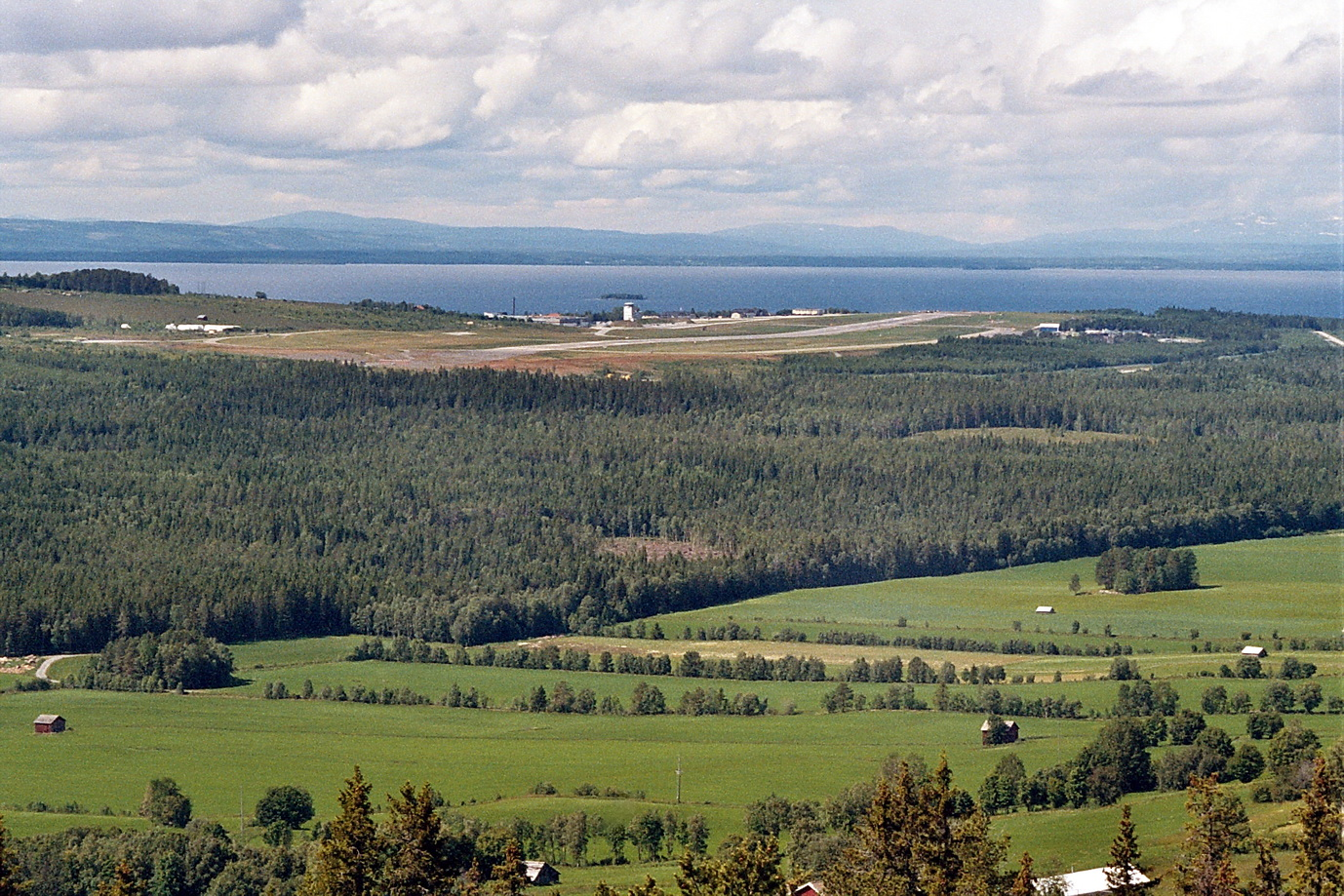
Flughafen Åre Östersund auf Frösö.

Die Insel ist über drei Brücken erreichbar. Von Östersund im Osten über die Frösöbrücke, von Genvalla im Westen über die Vallsundbrücke und von Rödön im Norden über die Rödöbrücke.
Im Westen der Insel, auf einem ehemaligen Militärgelände, liegt der Flughafen (Åre Östersund).

## Persönlichkeiten

### Söhne und Töchter der Insel
- Kristina Andersson (* 1965), Skirennläuferin
- Fredrik Nyberg (* 1969), Skirennläufer
- Morgan Göransson (* 1972), Skilangläufer
- Anna Ottosson (* 1976), Skirennfahrerin
- Zebastian Modin (* 1994), Para-Ski-nordisch-Sportler

### Sonstige Persönlichkeiten
1930 zog der Komponist Wilhelm Peterson-Berger auf die Insel, die auch Schauplatz seiner Oper Arnljot ist. Arnljot wird seit 1935 jeden Sommer nahe Peterson-Bergers Haus unter freiem Himmel aufgeführt.